# Susiana
Susiana (altgriechisch Σουσιανή) bezeichnete in der Antike einen Teil Persiens. Die Susiana war im 3. Jahrtausend v. Chr. zentrale Region des Reiches von Elam. Im Achämenidenreich war die Susiana eine Satrapie. In späterer Zeit wurde das Gebiet öfter mit Elymais identifiziert. Inwieweit Susiana und Elymais übereinstimmen, sich überschneiden oder die Susiana ein Teil von Elymais ist, kann aufgrund der wechselnden Grenzen und unklaren Bestimmungen in den Quellen nicht gesagt werden.
Bedeutendste Stadt der Susiana war Susa.
Das Gebiet der Susiana (Ebene von Susa) entspricht in etwa dem ebenen Teil von Chuzestan im heutigen Iran.